# Castell de Zafra
El castell de Zafra és un castell del segle xii al municipi de Campillo de Dueñas, a Guadalajara, Espanya. És castell que destaca pel seu emplaçament en una zona d'escarpada orografia, a la frontera entre Aragó i Castella, en el qual destaca la torre de l'homenatge de planta pentagonal irregular en un dels seus extrems, edificada sobre l'alt del faralló rocós. Un informe encarregat per Felip II, descriu així el seu emplaçament: «está todo fundado sobre un peñón de arena fuerte, que tiene de largo 156 varas y de ancho 32, por cincuenta o más pies de alto». Es troba sota la protecció de l'estat general de l'Ordre de 22 d'abril de 1949, i la Llei Núm. 16/1985 del Patrimoni Històric Espanyol i només pot visitar-se el seu exterior.
Parcialment restaurat, es conserven part dels murs que van conformar la seva muralla, emmerletada, i reforçada amb torres a les seves cantonades. Al pati d'armes es conserva l'aljub, i la torre de l'homenatge presenta una porta gòtica d'arc ogival. El seu interior disposa una escala de cargol que permet accedir a la terrassa superior.
Atès que apareix citat en el primer Fur de Molina, atorgat per Don Manrique de Lara, primer Senyor de Molina, se li suposa un origen de fortalesa àrab. Durant els temps del rei Ferran III de Castella, el tercer senyor de Molina, Gonzalo Pérez de Lara, rebel·lat contra el monarca, es va refugiar en ell. Donada la inexpugnabilitat del castell, van haver de pactar la Concòrdia de Zafra, per la qual l'actual Molina de Aragón passaria a formar part de la corona de Castella a la mort de Don Gonzalo, perdent la seva condició d'independent. Hi ha dues versions històriques sobre la resolució del conflicte entre el Senyor de Molina i el rei de Castella. En una d'elles es fa referència a la mediació de la reina Berenguera, esposa de Ferran III, per arribar als acords i que les tropes del rei es retiressin de Zafra. Una altra (la Crónica Latina) indica que Pérez de Lara no va poder resistir l'atac de les tropes del rei i s'hi va haver de sotmetre. El fet que la filla de Pérez de Lara i Sancha Gómez es casés amb Alfons, infant de Castella, germà de Ferran III, donen suport a la hipòtesi d'una cord entre les dues parts.
Un enigma per als historiadors és l'espai delimitat per les muralles de la fortalesa, que amb prou feines deixa lloc per a dipòsits d'armes o magatzems de queviures. Es considera la hipòtesi que van existir grans coves excavades en la roca sobre la qual s'assenta.
Apareix com la Torre de l'Alegria (Tower of Joy) a la sisena temporada de la sèrie Joc de Trons.